# جمهورية تركستان الشرقية الثانية
جمهورية تركستان الشرقية الثانية، يشار إليها عادة باسم جمهورية تركستان الشرقية، جمهورية صغيرة من الشعب الاشتراكي التركي (الأويغور) المدعوم من السوفيت. كانت موجود في الأربعينيات من القرن الماضى (12 نوفمبر 1944 - 20 ديسمبر 1949) في سنجان. بعد القضاء على جمهورية تركستان الشرقية الأولى نشأت ثورة في ثلاث مقاطعات شمالية (إيلي، تارباغاتاي، ألتاي) بمقاطعة سنجان بجمهورية الصين، بدأ التمرد في مقاطعة إيلي. وكانت بقية سنجان تحت سيطرة حزب الكومينتانغ الصيني الحاكم. منطقة سنجان الآن ذاتية الحكم لقومية الأويغور التابعة لجمهورية الصين الشعبية. كانت نشأة الجمهورية هي المرحلة الأولى من ثورة المناطق الثلاث (1944-1949). وكانت دولة تابعة للاتحاد السوفيتي.

## خلفية
من 1934 إلى 1941 كانت سنجان تحت تأثير الاتحاد السوفيتي. وكان حاكم الإقليم المحلي شنغ شيكاي يعتمد على الاتحاد السوفيتي للحصول على الدعم العسكري والتجارة. دخلت القوات السوفيتية سنجان مرتين، في 1934 و1937، لفترات محدودة من الوقت لتقديم الدعم العسكري المباشر لنظام شنغ شيكاي. بعدما قمع الجنرال ما تشونغ يين الفرقة 36 في عام 1934 وانسحبت القوات السوفياتية في عام 1935، وأرسل اتحاد الجمهوريات الاشتراكية السوفياتية لجنة إلى سنجان لوضع خطة لإعادة إعمار المحافظة، بقيادة - أخي ستالين الغير شقيق ونائب الرئيس من بنك الدولة السوفيتي - ألكسندر سفانيدز، تلى ذلك قرض سوفيتي لمدة خمس سنوات من خمسة ملايين روبل ذهبى لنظام شنغ شيكاي. وقعّ شنغ شيكاي على القرض في 16 مايو عام 1935 دون تشاور أو موافقة من الحكومة المركزية الصينية. ثم حدث الغزو السوفييتي في عام 1937 وتم تهديد كل من تونغان والمتمردين الأويغور في جنوب سنجان مع تصفية الشعبة ال36، وبعدها لم تسحب الحكومة السوفياتية كل القوات السوفيتية. وتم الإبقاء على فوج الجنود من وزارة الداخلية في كومول ابتداءً من أكتوبر 1937 من أجل منع أي هجوم محتمل من الجيش الياباني إلى سنجان عبر منغوليا. وفي المقابل، تم منح امتيازات لآبار النفط، وألغام القصدير والتنجستين، وشروط تجارية مواتية للغاية للاتحاد السوفيتي.
في عام 1936 طرد شنغ شيكاي 20,000 كازاخى من سنجان إلى تشينغهاي بقيادة الجنرال ما بوفانج، وقُتل أعداد من الكازاخستانيين، حتى بقي 135 فقط.
في 26 نوفمبر 1940، أبرم شنغ شيكاي اتفاقا يمنح الاتحاد السوفياتي تنازلات إضافية في مقاطعة سنجان لمدة خمسين عامًا، بما في ذلك المناطق الحدود مع الهند والتبت؛ وهكذا تم وضع سنجان تحت السيطرة السياسية والاقتصادية الكاملة للاتحاد السوفييتي، مما جعلها جزءا من الصين في الاسم فقط، وأشار شنغ شيكاي في مذكراته «الفشل الأحمر في سينكيانغ» - التي نشرتها جامعة ميشيغان في عام 1958 - أن جوزيف ستالين ضغط عليه للتوقيع على اتفاق سري من الامتيازات لصالح السوفيت في عام 1940. مما جعل سنجان تلقى نفس مصير بولندا.
وتنص المادة الأولى من الاتفاق على أن «السماح لحكومة اتحاد الجمهوريات الاشتراكية السوفياتية بالبحث عن مناجم القصدير ومعادنها واستغلالها»، وتنص المادة الرابعة على: «السماح إنشاء بإنشاء مكاتب فرعية داخل الإقليم بأكمله دون عوائق» مع جميع الإمدادات من الامتيازات وتسليم المعدات والمواد وغيرها، وكذلك الإعفاء من الرسوم الجمركية والضرائب.
وعقب هذه الاتفاقية، أرسل السوفييت رحلات استكشافية جيولوجية واسعة النطاق إلى سنجان في الفترة من 1940 إلى 1941، وتم العثور على رواسب كبيرة من الموارد المعدنية المتنوعة، بما في ذلك اليورانيوم والبريليوم في الجبال القريبة من كاشغر وفي منطقة ألتاي. واستمر تصدير المواد الخام من المعادن المستخرجة من مناجم سنجان إلى اتحاد الجمهوريات الاشتراكية السوفياتية حتى نهاية عام 1949. وواصل الجيولوجيون السوفياتيون العمل في سنجان حتى عام 1955.
بعد عملية بارباروسا، والغزو الألماني للاتحاد السوفيتي في يونيو 1941، ودخول الولايات المتحدة في الحرب العالمية الثانية في ديسمبر 1941، أصبح الاتحاد السوفيتي راعي أقل جاذبية بكثير لشنغ من حزب الكومينتانغ الصيني الحاكم، وبحلول عام 1943 حوًّل شنغ شيكاي ولائه إلى الكومينتانغ بعد الهزائم السوفيتية الكبرى على أيدي الألمان في الحرب العالمية الثانية، وقام بطرد جميع القوات العسكرية السوفياتية والفنيين المقيمين في الإقليم، وفتح الطريق للكومينتانغ لتمهيد الطرق التي تربط بين تشينغهاى وسنجان، مما ساعد كلا منهما على جلب سنجان تحت نفوذها.
في عام 1943 بعد عددًا من الاضطرابات مع الحكومة الصينية، حاول شنغ إعادة السيطرة على سنجان وتحويل ولائها إلى الاتحاد السوفيتي للحصول على الدعم مرة أخرى، واعتقل عددا من كوادر الكومينتانغ في أورومتشي وأرسل رسالة إلى ستالين مع عرض «لدمج سنجان في الاتحاد السوفياتي كجمهوريته الاشتراكية السوفياتية ال 18». طلب شينغ شيكاي أن يكون حاكم الجمهورية السوفياتية الجديدة، ولكن رفض ستالين التعامل مع شنغ وأحال هذه الرسالة السرية إلى تشيانغ كاي شيك الحاكم الصيني، ونتيجة لذلك؛ أخرجه الكومينتانغ من الإقليم في أغسطس 1944 وعينه في وظيفة منخفضة المستوى في وزارة الغابات في تشونغتشينغ.
في عام 1944، استغل السوفييت الاستياء بين الشعوب التركية والأويغورية في منطقة إيلي في شمال سنجان لدعم تمرد ضد حكم الكومينتانغ في المقاطعة من أجل إعادة تأكيد النفوذ السوفياتي في المنطقة.

## التمرد
كان لدى العديد من الشعوب التركية والأويغورية في منطقة إيلي في سنجان علاقات ثقافية وسياسية واقتصادية وثيقة مع روسيا ثم الاتحاد السوفيتى، وكان الكثير منهم متعلمين في الاتحاد السوفياتي، وكان هناك مجتمع من المستوطنين الروس يعيشون في المنطقة، ونتيجة لذلك؛ فر العديد من المتمردين الأتراك والأويغور إلى الاتحاد السوفيتي وحصلوا على مساعدة سوفيتية في إنشاء لجنة سنجان التركية الشعبية للتحرير في عام 1943 للثورة ضد حكم كومينتانغ خلال تمرد إيلي. وكان أحمد جان قاسمي أحد قيادات التمرد متعلمًا في الاتحاد السوفيتي، ووصف بأنه «رجل ستالين» والمفكر «التقدمي الشيوعي». كما كان عضوًا في الحزب الشيوعي للاتحاد السوفياتي.

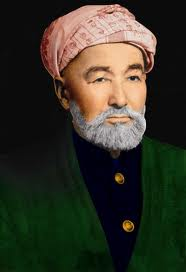
علي خان شاكر جان أول رئيس لجمهورية تركستان الشرقية الثانية.

قامت الحكومة الصينية في أورومتشي بإرسال ليو بن-دي - ضابطا في الكومينتانغ - لإخضاع منطقة هاي وسحق المسلمين الأتراك الذين كانوا على استعداد للإطاحة بالحكم الصيني، ولكن فشلت مهمته لأن قواته وصلت متأخرة جدا. وفي نوفمبر 1944 قُتِلَ ليو من قبل الأويغور والمتمردين الكازاخستانيين بدعم من الاتحاد السوفيتي، وهكذا بدأ التمرد في إيلي، مع جيش المتمردين الأويغور ضد قوات جمهورية الصين.
وبعد رحيل شنغ شيكاي عن سنجان، واجهت إدارة الكومينتانغ الجديدة صعوبة متزايدة في الحفاظ على القانون والنظام، وفي 16 سبتمبر 1944 لم تتمكن القوات التي أُرسلت إلى مقاطعة ينينغ من احتواء مجموعة من المشاغبين. وبحلول 8 أكتوبر استولى المشاغبون على نيلكا عاصمة المقاطعة، وخلال شهر أكتوبر، اندلع التمرد في ثلاث مناطق حتى وصل إلى الجنوب من ينينغ في مقاطعات إيلي، وألتي، وتارباغاتاي في شمال سنجان. وبمساعدة من الاتحاد السوفياتي وسرعان ما استطاع المتمردون السيطرة على المناطق الثلاث، والاستيلاء على ينينغ، وأعلن الباحث الإسلامي إليهان تور أو علي خان شاكر جان «حكومة تركستان الإسلامية»، وقال في بيان الإعلان:
| جمهورية تركستان الشرقية الثانية | الحمد لله والصلاة والسلام على رسول الله، بتوفيق الله تعالى استطاع الأبطال الإطاحة بالحكومة الظالمة، ولكن حتى إن حررّنا أنفسنا، فهناك إخوانٌ لنا في الإسلام ما زالوا تحت الحكم الوحشي الدموي والسياسة السوداء للحكومة الصينية الظالمة!، الله معنا، ونحن لن نلقي سلاحنا حتى نحرر كل المسلمين من بطش الحكومة الدموية، وحتى نقتلع جذور الحكومة المُضطِهدة من أراضي تركستان الشرقية، التي ورثناها كوطننا الأصلي من آبائنا وأجدادنا. | جمهورية تركستان الشرقية الثانية |

هاجم المتمردون ينينغ في 7 نوفمبر 1944 وسرعان ما استولوا على أجزاء من المدينة، وقتلوا قوات الكومينتانغ، ومع ذلك واجه المتمردون مقاومة شرسة من قوات الكومينتانغ المحاصرين في مراكز الشرطة والشرطة المركزية ولم يأخذوها حتى 13 نوفمبر، وتم إعلان قيام «جمهورية تركستان الشرقية الثانية» في 15 نوفمبر، ساعد الجيش السوفيتي جيش المتمردين الأويغور في الاستيلاء على العديد من المدن والقواعد الجوية. وعندما واجه المتمردون مشكلة في السيطرة على مطار إيرامبك الحيوي من الصينيين، تدخلت القوات العسكرية السوفيتية مباشرة للمساعدة.
وقما المتمردون بقتل الأشخاص المنتمين إلى حزب الكومينتانغ والمؤيدوين لشينغ شيكاي. وفي 5 يناير 1945 أعلنت جمهورية تركستان الشرقية أنها ستسعى إلى إقامة علاقات ودية مع السوفيات على وجه الخصوص. وتم اعتماد اللغات الرسمية هي: الروسية والأويغورية، وعدم اعتماد اللغة الصينية.
كانت القوات العسكرية المشاركة في التمرد هي جيش إيلي الوطني الذي تم تشكيله حديثا، وأعيد تسميته لاحقا بالجيش الوطني لتركستان الشرقية، والذي ضم في الغالب جنود من الأيغور والكازاخ واليابانيين الروس (حوالي 60 ألف جندي، مسلحين ومدربين، مع وحدات الجيش الأحمر العادية، التي تضم ما يصل إلى 500 ضابط و2،000 جندي)، ومجموعة من رجال قبيلة كازاك كاراي تحت قيادة عثمان باتور (حوالي 20,000 الفرسان). وفي سبتمبر 1945، احتل جيش الكومينتانغ مواقع على جانبي نهر ماناسي بالقرب من أورومكي.
تأسس «جيش إيلي الوطني» (إينا) في 8 أبريل 1945 كذراع عسكري لجمهورية تركستان الشرقية، بقيادة إسحاق بيك، وقدم السوفييت وكانت الذخائر والزي الرسمي على النمط الروسي، وساعدت القوات السوفياتية مباشرة قوات إينا على محاربة القوات الصينية. وكان للزي الرسمي عليه شارة تحمل اسم «جمهورية تركستان الشرقية»، ساعد الآلاف من القوات السوفياتية المتمردين الأتراك في قتال الجيش الصيني. في أكتوبر 1945 هاجمت طائرات سوفيتية مواقع صينية.
ثم تقدم الجيش الأحمر السوفياتي والجيش الأويغور مع الدعم الجوي السوفياتي ضد القوات الصينية ضعيفة الاستعداد، ونجحوا تقريبا في الوصول إلى أورومشي. بيد أن الجيش الصينى أرسل الفرسان المسلمين الصينيين من عرقية هوي لوقف تقدم المتمردين المسلمين الأويغور، ونتيجة لذلك تمكن الجيش الصيني من صد الهجوم.
وأُعلن وقف إطلاق النار في عام 1946، مع سيطرة جمهورية تركستان الشرقية الثانية على إيلي، وسيطر الصينيون على بقية سنجان، بما في ذلك أورومكي.